# Ignacio María Doñoro

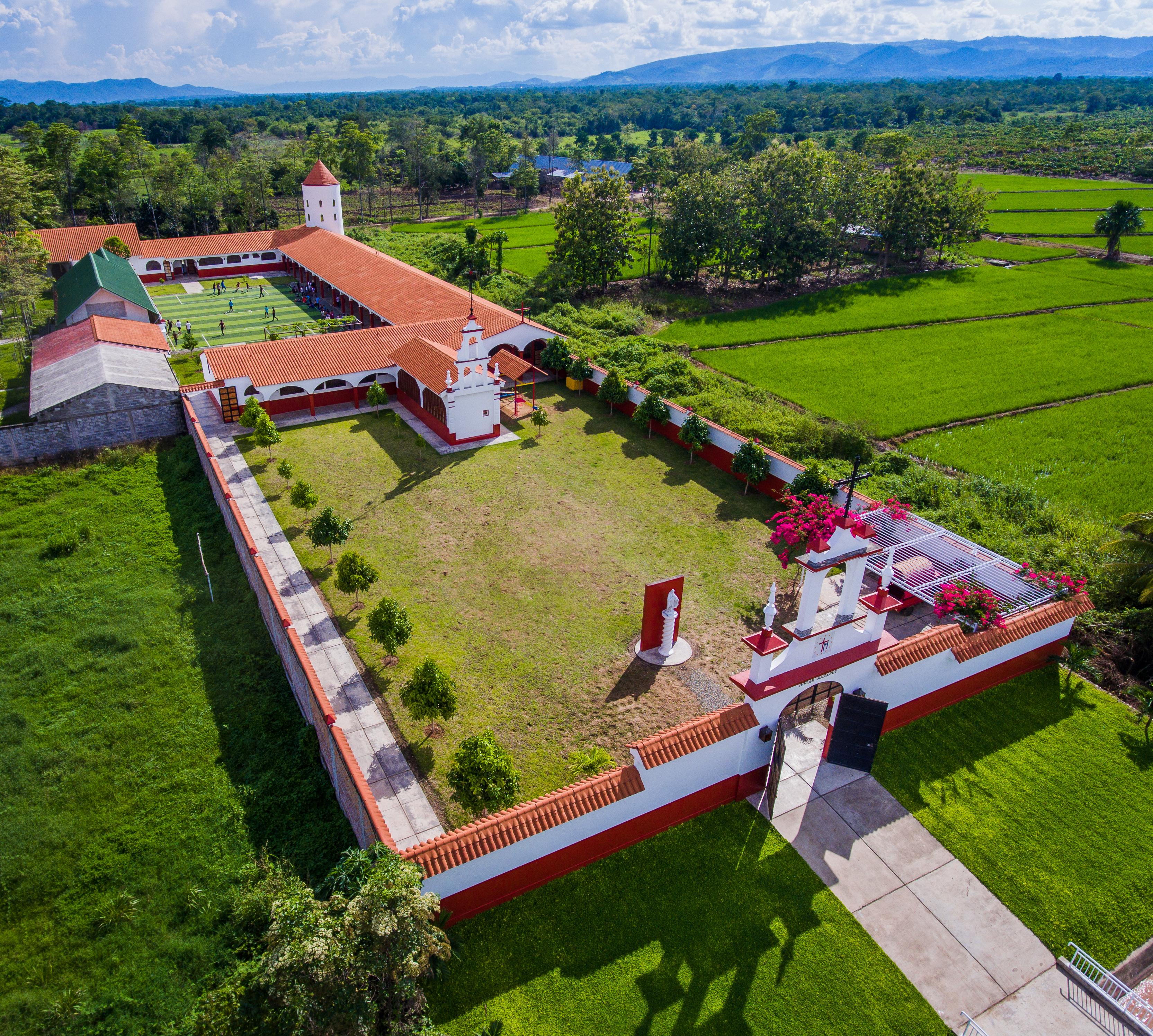
Hogar Nazaret del Corazón Inmaculado de María para niños en Carhuapoma

Ignacio María Doñoro, nacido como Ignacio María Doñoro de los Ríos, (Bilbao, 19 de febrero de 1964) es un sacerdote católico español. Desde el año 2002 lucha contra diversas formas de vulneración de los derechos de los menores. Fue ordenado presbítero el 7 de octubre de 1989. Desde el año 2002 lucha contra diversas formas de vulneración de los derechos de los menores. Es el fundador del Hogar Nazaret.

## Referencias

<big>Galería de Imágenes</big>
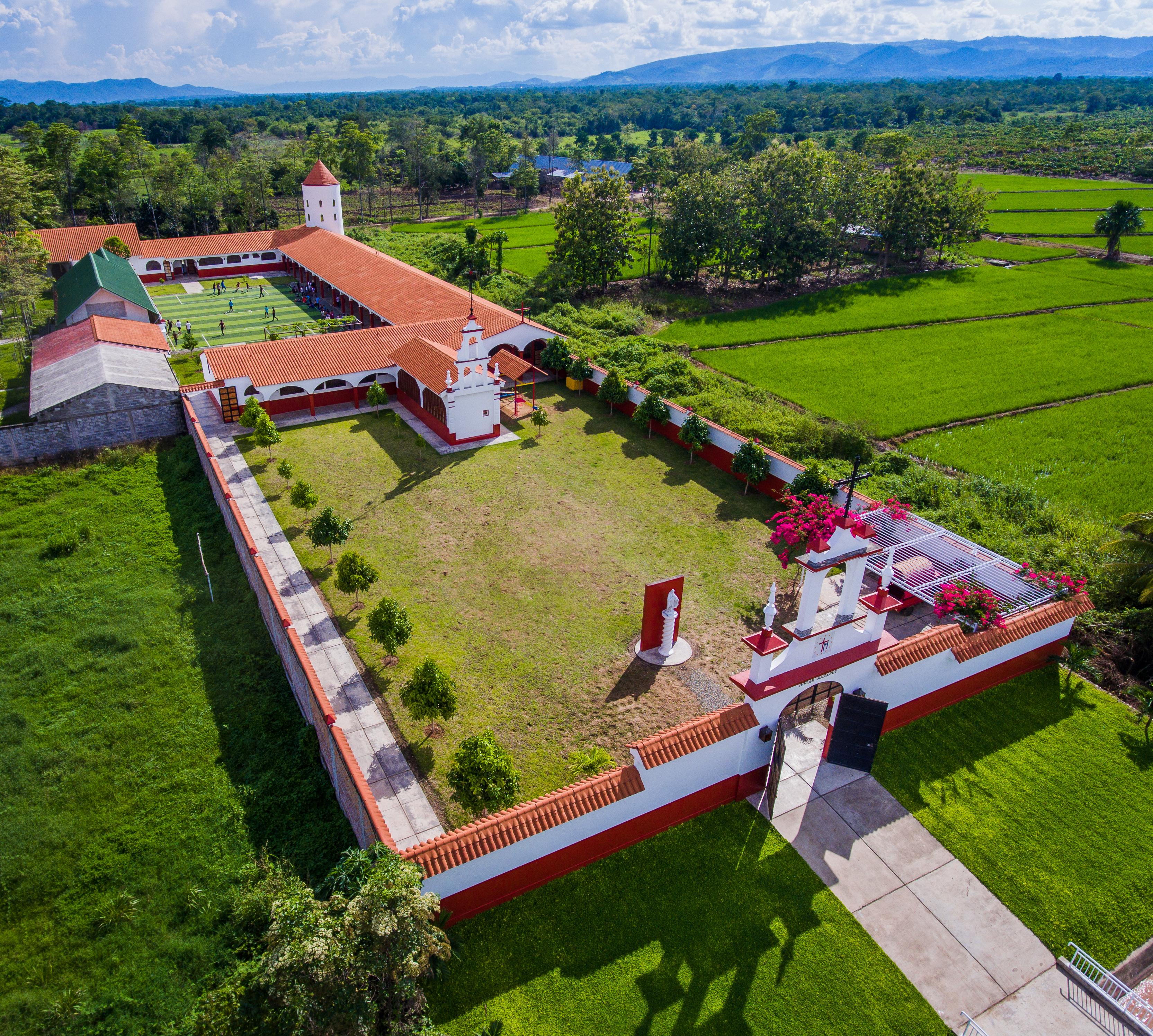
Hogar Nazaret del Corazón Inmaculado de María para niños en Carhuapoma
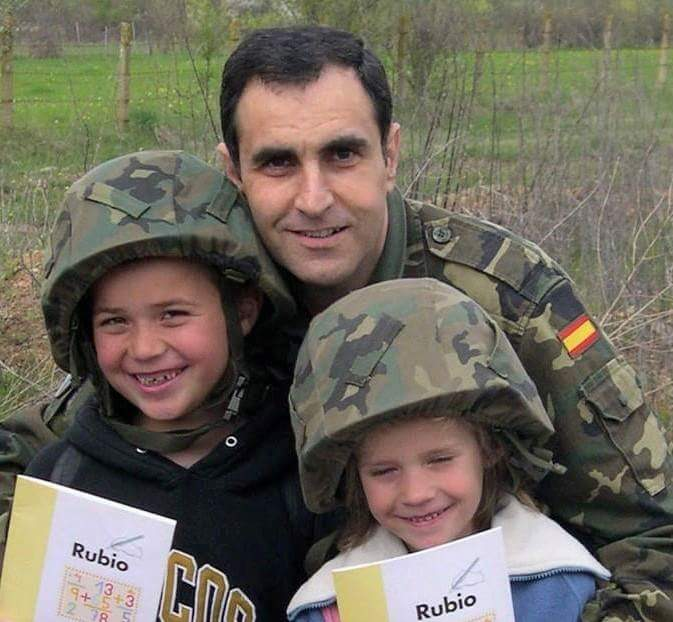
Padre Ignacio María Doñoro en Bosnia
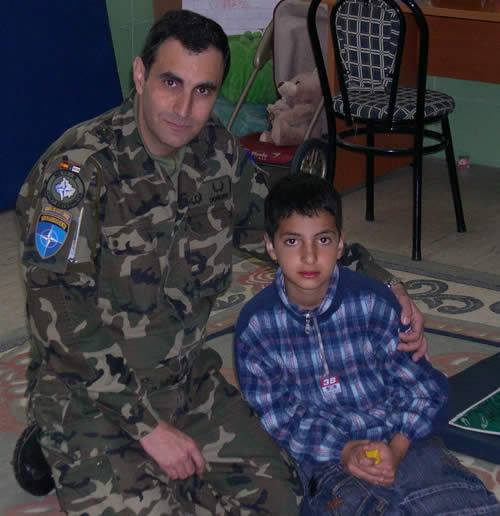
Padre Ignacio María Doñoro atendiendo a niños tetrapléjicos en Kosovo
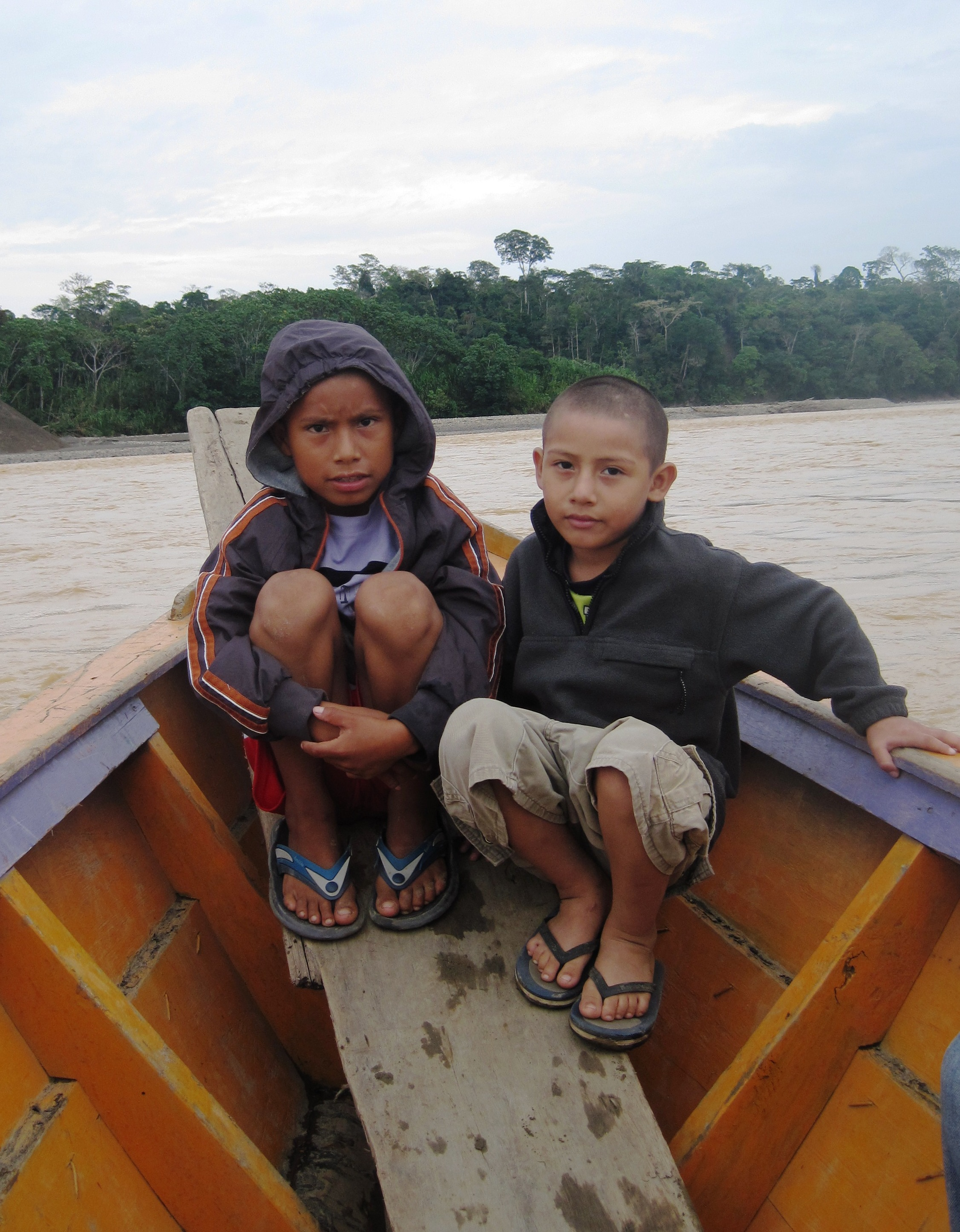
Gamines de Bogotá
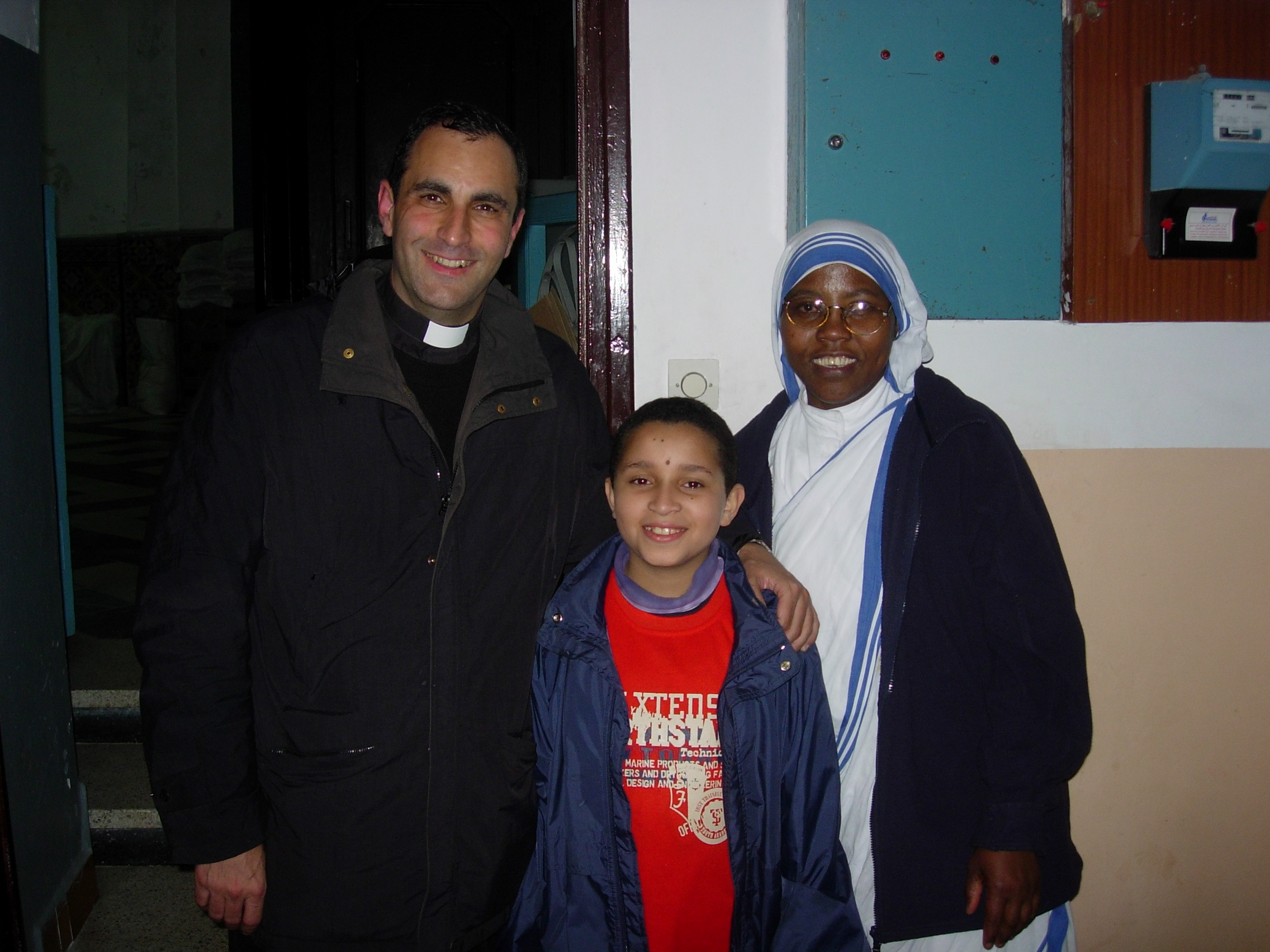
P. Ignacio María Doñoro con las Misioneras de la Caridad en Tánger
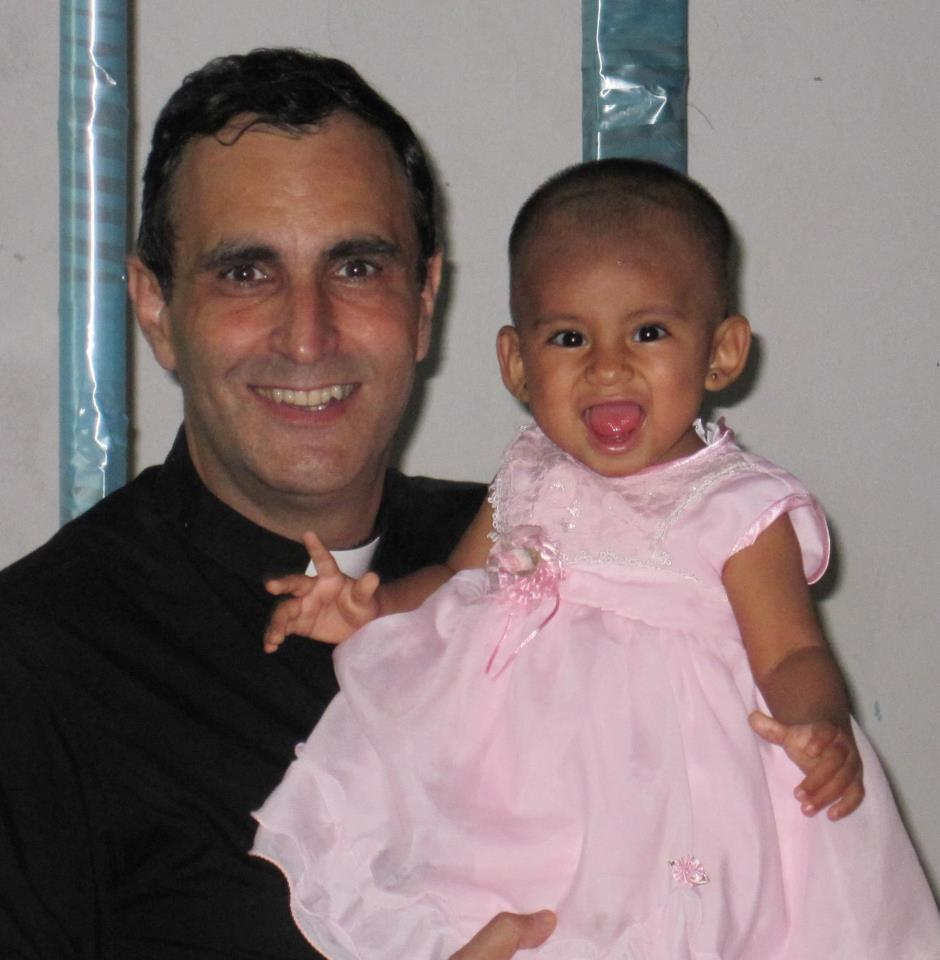
P. Ignacio María Doñoro En Puerto Maldonado
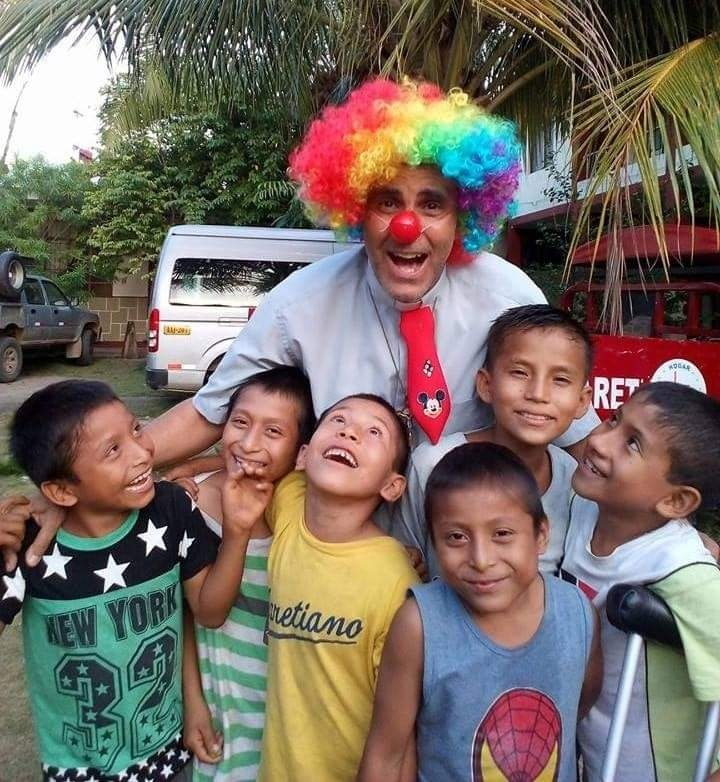
P. Ignacio María Doñoro intentando superar el dolor de los niños. El amor y la alegría son capaces de vencer el sufrimiento.
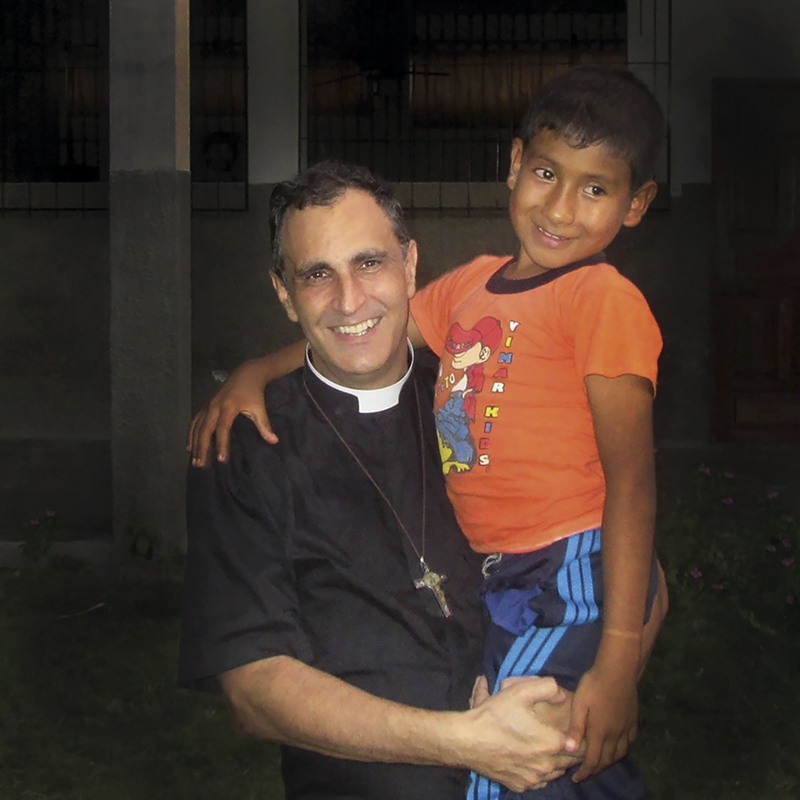
P. Ignacio María Doñoro con uno de los niños del Hogar Nazaret, en Carhuapoma
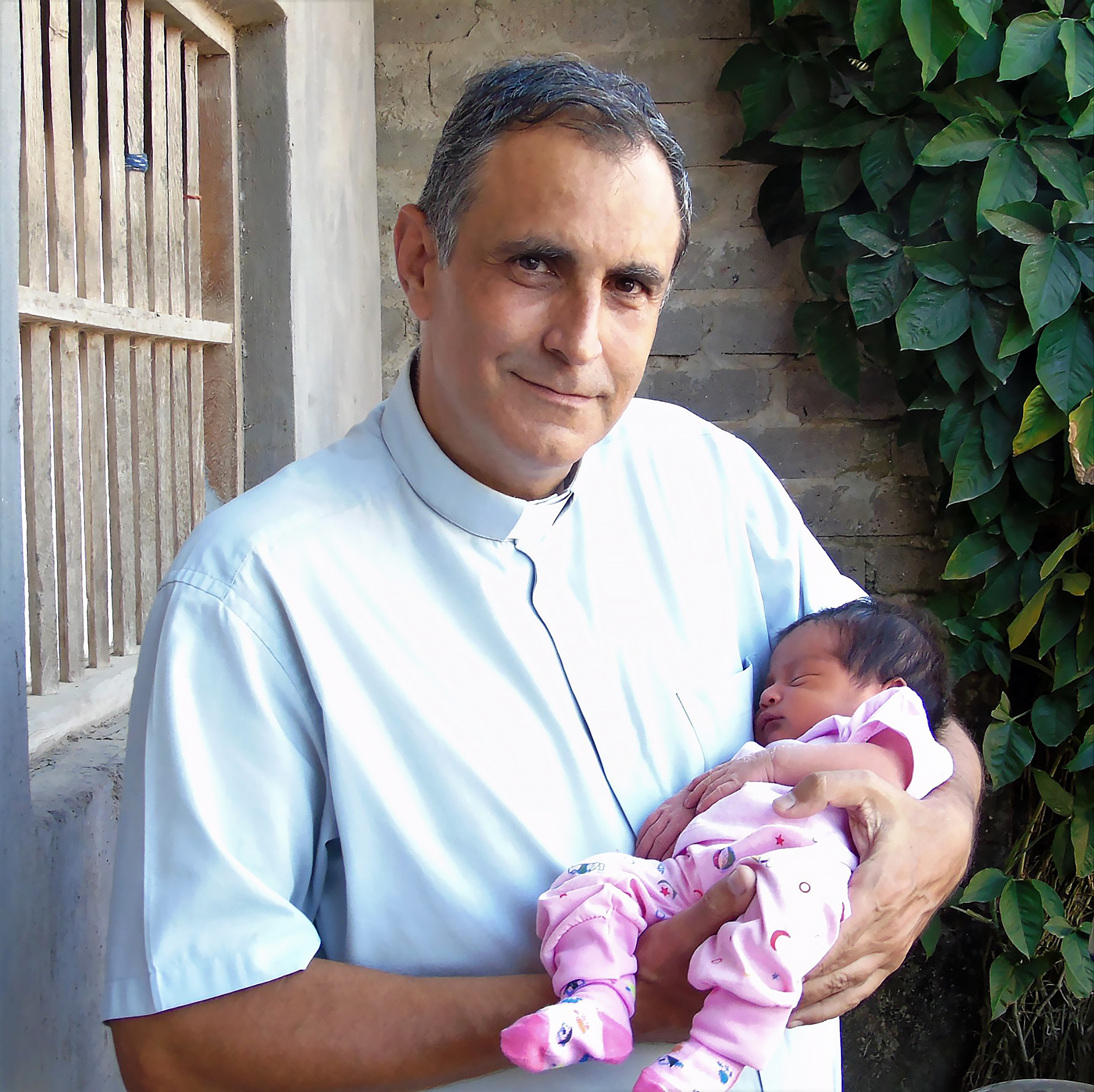
P. Ignacio María Doñoro con una de las primeras niñas que nacieron en el Hogar de Niños por Nacer
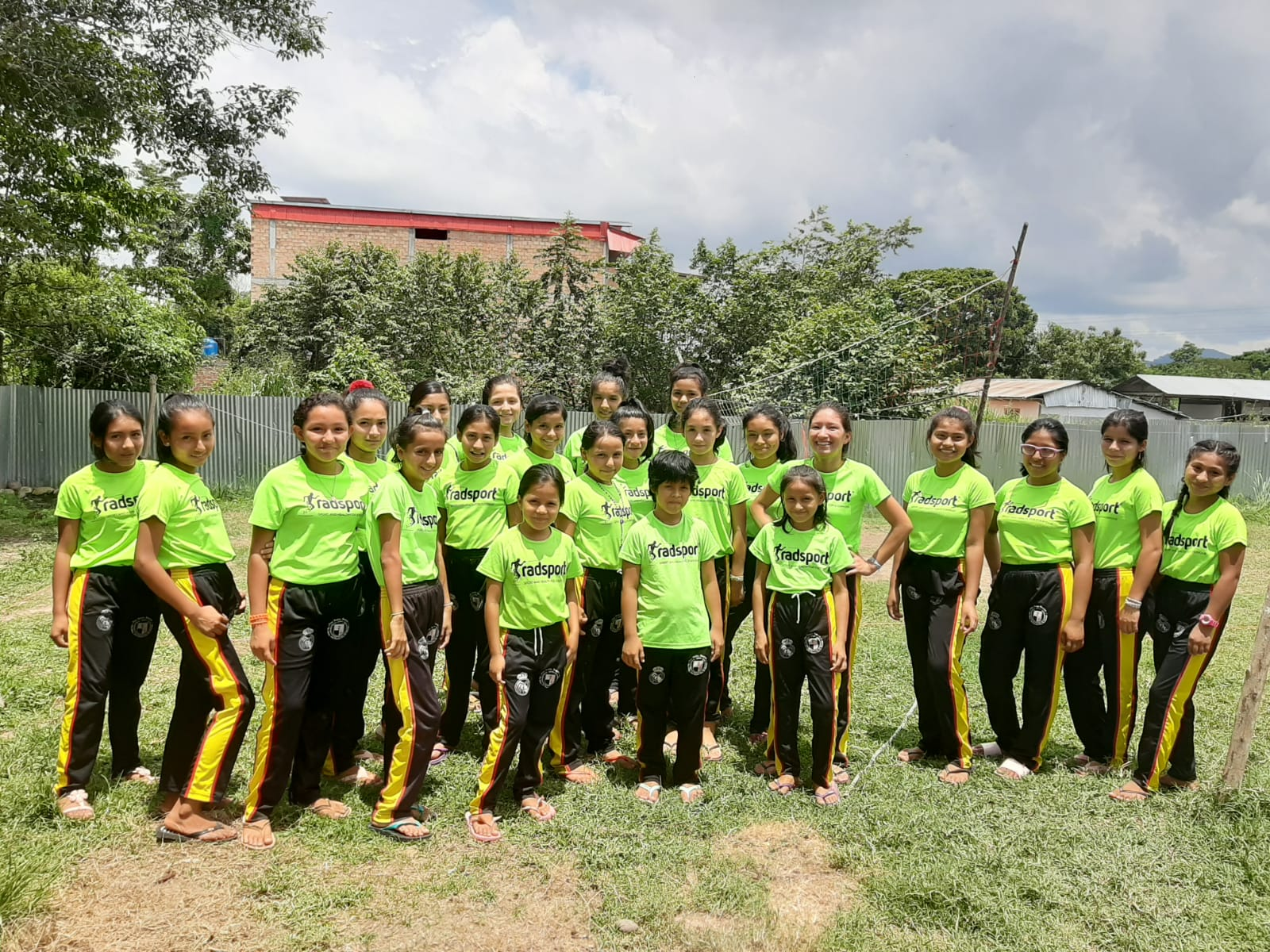
Equipo de Voleibol del Hogar Nazaret de niñas en Bellavista

## Biografía
En 1996, después de siete años como párroco en la diócesis de Cuenca, ingresa en el Servicio de Asistencia Religiosa de las Fuerzas Armadas como capellán, con consideración de capitán. Sirve en cuarteles militares y comisarías del Cuerpo Nacional de Policía de Guipúzcoa. Un año después, comienza a participar en misiones especiales de ayuda humanitaria internacional con el Ejército Español, que le llevarán primero a Bosnia, en 1997, y después a Kosovo en dos ocasiones, en 2000 y 2008. 

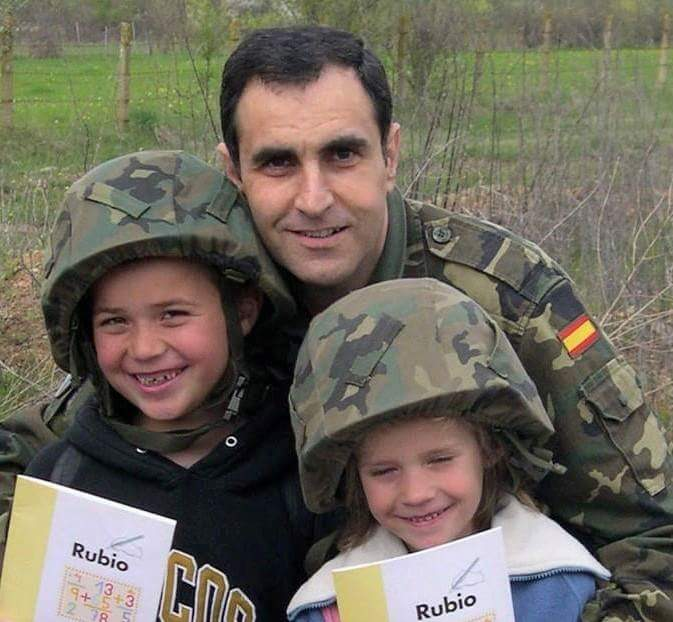
P. Ignacio María Doñoro en Bosnia

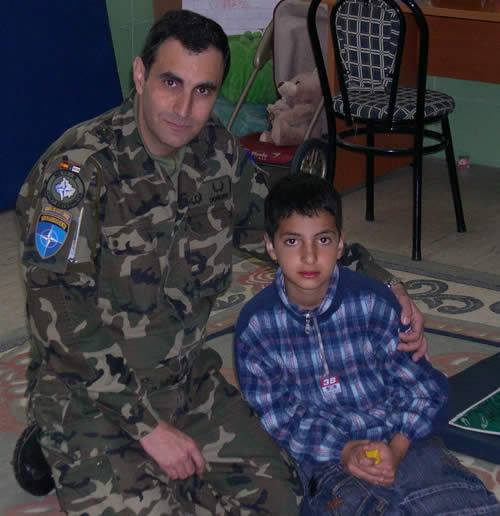
P. Ignacio María Doñoro atendiendo a niños tetrapléjicos en Kosovo

En julio de 2001 es destinado a la Comandancia de la Guardia Civil de Inchaurrondo como capellán, con consideración de comandante. Al año siguiente crea el capítulo José María Martínez de Rituerto, de la Asociación Cultural Santiago, para apoyar a la infancia e instituir becas para los huérfanos del Cuerpo Nacional de Policía.
En 2002 se produce un hecho que marcará un antes y un después en su vida. Siendo Comisionado para un proyecto de ayuda humanitaria en El Salvador, encuentra a un niño que habían vendido para el tráfico de órganos. Poniendo en peligro su propia vida, consigue rescatarlo. A partir de ese momento, decide dedicarse a luchar contra la trata de menores. Al volver a España, funda Anaitasun Eusko Elkartea (Asociación Vasca por la Hermandad) con la finalidad de recaudar fondos para llevar a cabo los proyectos de San Salvador.
En 2003 vuelve a El Salvador, donde sufre amenazas por parte de grupos armados, pero continúa adelante con su labor de rescate. A finales de ese año crea la asociación Acción Unida de Europa con el propósito de crear hogares para niños indigentes de Bogotá (Colombia).
En 2005 es destinado a la Academia de Oficiales de la Guardia Civil de Aranjuez (Madrid). Ese año crea SOS Infancia, colaborando con tres casas de rescate en Tánger (Marruecos). La primera casa está destinada a recoger niños de la calle; la segunda casa acoge a madres adolescentes y está dirigida por las Misioneras de la Caridad; la tercera casa es para prevención y rescate de niñas adolescentes y está dirigida por las Adoratrices. También se crean casas en Beira (Mozambique) para proteger a niños abandonados y niños con VIH.
En enero de 2011 decide pedir la excedencia como capellán de las Fuerzas Armadas para dedicarse de lleno a crear casas de rescate y dirigirlas, pues hasta entonces, una vez instituidas, se dejaban en manos de órdenes religiosas o asociaciones. Anhela estar con los más pobres de los pobres.
Funda el Hogar Nazaret en Madre de Dios (Perú), en la selva amazónica. La región tiene una problemática complicada debido a la minería ilegal, lo que provoca una situación social extrema con un sistema familiar casi inexistente y donde abundan los casos de niños desamparados.
El objetivo primordial del Hogar Nazaret es devolver a esos niños y niñas los derechos que les han sido arrebatados: el derecho a la identidad (muchos de ellos no tienen documento de identidad cuando llegan ni figuran en ningún tipo de registro); el derecho a la vida y el desarrollo (la mayoría de los niños y niñas llegan en estado de desnutrición); el derecho a una vida libre de violencia (un gran número de ellos han recibido malos tratos en el entorno familiar); el derecho a un sano desarrollo integral, tanto físico como psicológico, aspectos que se cuidan y se tienen muy en cuenta en el Hogar Nazaret, así como el derecho a la intimidad. En ese sentido, se protege especialmente a las niñas y adolescentes, que en ocasiones han podido sufrir en su entorno situaciones de extrema vulnerabilidad.
El 14 de marzo de 2015 sufre un ataque por parte de un grupo armado y si logra sobrevivir es porque sus atacantes lo dan por muerto. Ese año participa junto a mandatarios internacionales y premios Nobel en el Foro de Excelencia para Directivos como ponente invitado, en Lloret de Mar, y también lo hará al año siguiente.
En 2016 inicia una nueva andadura en Moyobamba, Perú, donde sigue rescatando a niños y adolescentes de situaciones de extrema pobreza. Actualmente, el Hogar Nazaret está compuesto por seis centros, dos destinados a niños y chicos adolescentes en la población de Carhuapoma, dos destinados a niñas y chicas adolescentes en el municipio de Bellavista, una escuela de fútbol en Carhuapoma, y el último, que está en construcción, se encuentra en José Pardo.
En los últimos años, el proyecto ha evolucionado significativamente, consolidándose como un modelo integral de restitución de derechos. No se limita a la acogida material, sino que ofrece un ecosistema terapéutico completo: intervención psicológica y neuropsicológica, asistencia pediátrica, desarrollo deportivo, formación espiritual y educación formal. Además, muchos de los adolescentes egresados del hogar acceden a estudios superiores con becas completas, incluyendo universidades europeas.

## Distinciones y condecoraciones
- Condecorado, por la OTAN en tres ocasiones (Yugoslavia, 1998; Kosovo, 2002; Balcanes, 2009)
- Caballero Honorario de la Real Orden de Yuste (1999)
- Cruz al Mérito de la Asociación Cultural Santiago (2000)
- Cruz con Distintivo Blanco al Mérito Policial (2002)
- Legionario de Honor (2002)
- Condecorado en dos ocasiones por la Guardia Civil con la Cruz con Distintivo Blanco de la Orden del Mérito del Cuerpo (2006 y 2015)
- Medalla de Caballero del Ancla de Plata (Real Liga Naval Española, 2007)
- Premio al Altruismo por la Fundación El Larguero (2014)[5]
- Socio de Honor del Círculo Ahumada (2015)[6]
- Socio de Honor de la Asociación de Fuerzas y Cuerpos de Seguridad del Estado Víctimas del Terrorismo (2015)
- Socio de Honor de la Legión de Honor de la Benemérita Guardia Civil del Perú (2017)
- Medalla de Honor de la Legión de Honor de la Benemérita Guardia Civil del Perú (2017)
- Medalla de Mérito de la Asociación Santos Ángeles Custodios de España de la Policía Nacional (2017)
- Religión en Libertad, Premio Impulso Misionero (2018)[7]
- Académico de Honor de la Academia Sanmartinense de Heráldica y Genealogía de Perú (2019)
- Premio CEU Angel Herrera a la Solidaridad, cooperación al desarrollo y emprendimiento social en su XXIV edición (enero de 2021)[8]
- Premio Solidaridad Telva. Primer Premio Internacional 2021 [9]
- Medalla de Honor de la Real Academia Europea de Doctores (marzo 2022)[10]
- Premio Radio Bilbao a la Excelencia-Laboral Kutxa (marzo 2022)[11]
- Insignia de la Real Orden de Reconocimiento Civil a las Víctimas del Terrorismo (mayo 2022)
- Medalla al Mérito Profesional y Académico por el Instituto Internacional de Criminalística Aplicada (INICA) (noviembre 2022)
- Benefactor de la Infancia. Ayuntamiento de Elche. (2024) [12]
- Gran Cruz de Caballero de Santiago. Asociación Nacional de Guardias Civiles “Marqués de las Amarillas”. (2024) [13]
- Mejor Labor Humanitaria del año 2023. Asociación Cultural ‘Tertulia XV’ de Manzanares, Ciudad Real. (2024) [14]
- Premio Solidaridad. Tribuna Benemérita. (2024) [13]
- Socio de Honor. Asociación “Fiel en el Deber”. (2024) [13]
- Premio Misión. (2024) [15]
- Premio Especial con el Compromiso Social (XI Edición Premios Optimistas Comprometidos)[16] (2025)

## Libros publicados
- Ignacio María Doñoro de los Ríos, Hogar Nazaret sueño de Dios, Editorial Planeta, 2016, 80 pp.[17][18]
- Ignacio María Doñoro de los Ríos, El Fuego de María, Editorial Nueva Eva, 2020, 208 pp.[19][20]
- Ignacio María Doñoro de los Ríos,  Hogar Nazaret. Ilustraciones de Javier Aranguren Ispizua, 2021.
- Ignacio María Doñoro de los Ríos, El Secreto es Jesús, Editorial Nueva Eva, 2022, 208 pp.[21][22]